# Ackerlspitze
L'Ackerlspitze est un sommet des Alpes, à 2 329 m, dans le Kaisergebirge, et en particulier dans le chaînon du Wilder Kaiser, en Autriche (land du Tyrol).

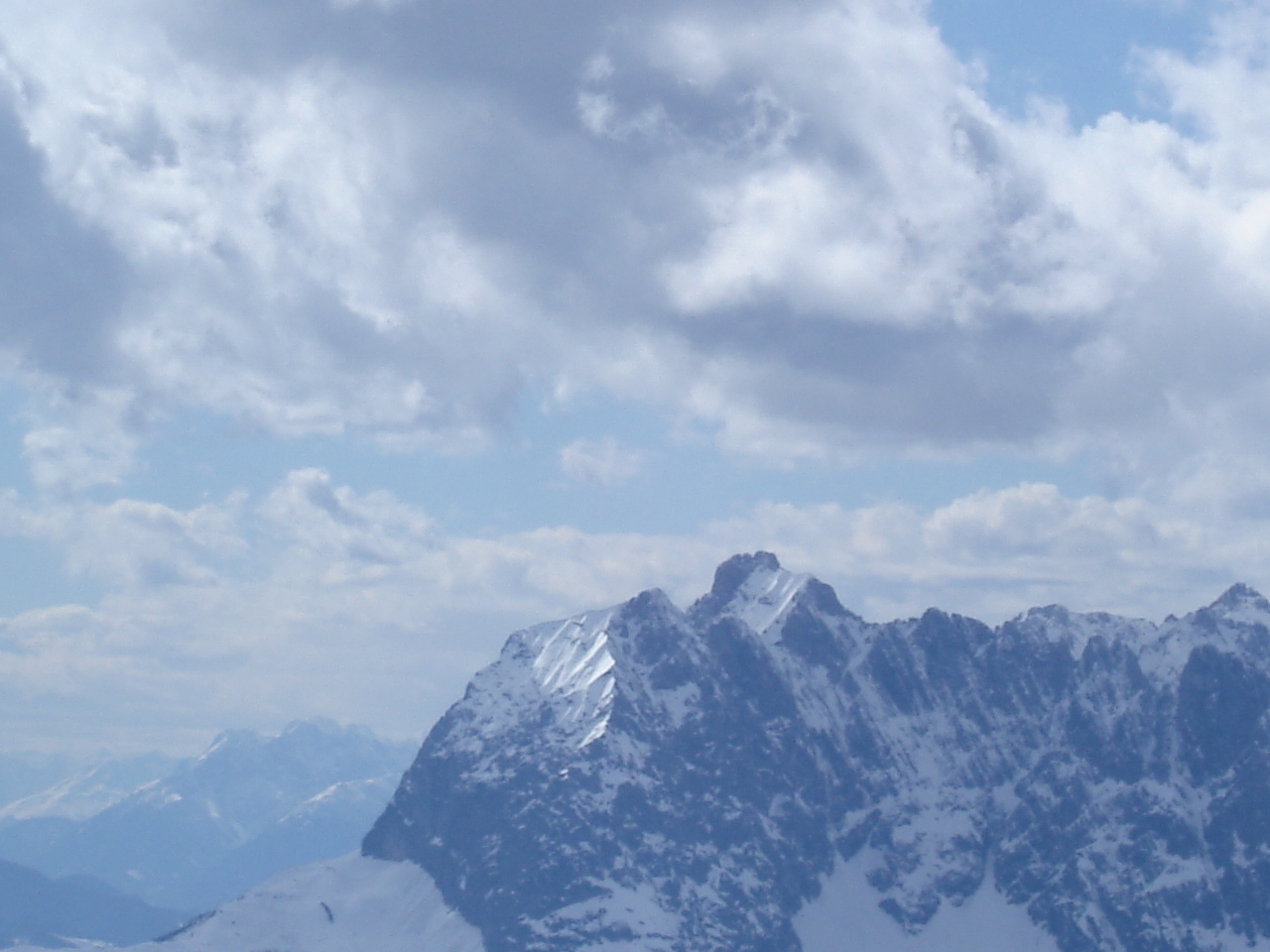
Le Maukspitze (à gauche) et l'Ackerlspitze (au centre) vus depuis le Steinplatte.